# Bruno Dreyfürst
Bruno Dreyfürst (* 11. Dezember 1976 in Karlsruhe) ist ein elsässischer Schauspieler deutsch-französischer Herkunft.

## Leben und Ausbildung
Dreyfürst ist das jüngste von vier Kindern eines Deutschen und einer Französin, wuchs in Frankreich auf und lebt in Straßburg. Nach dem Studium der Theaterwissenschaft an der Universität Straßburg mit dem Bachelor-Abschluss im Jahr 2004 ist er vor allem am Theater tätig, spielt jedoch auch in Filmen mit. Zuletzt war er als Lieutenant Dietsch an der Seite von Sara Forestier, Pierre Rochefort und Valérie Karsenti im Fernsehfilm Disparition inquiétante zu sehen.

## Improvisationstheater/Theatersport
Von 2002 bis 2005 stand Bruno Dreyfürst als Präsident der Organisation LOLITA vor, der Straßburger Vereinigung für Improvisationstheater. Er betrieb das Improvisationstheater in verschiedenen Kompanien, so z. B. mit dem Inédit Théâtre in Straßburg oder dem LUX-Theater in Freiburg. Er nahm an zahlreichen internationalen Improvisations-Wettbewerben teil:
- 2000: Montréal
- 2002: Genf
- 2004: Montréal
- 2006: Berlin

Derzeit (Stand 2019) tritt er noch regelmäßig zusammen mit den deutschen Schauspielern Christian Sauter und Simon Kuner im LUX-Theater in Freiburg auf.

## Theater (Auswahl)
- 2019/2020 als Kommissar[4] an der Opéra national du Rhin in Un violon sur le toit, Inszenierung von Barrie Kosky
- 2014 im TAPS Scala (Straßburg): in der Rolle des Arsace in Bérénice von Racine, Regie: Olivier Chapelet (Avignon 2015)

Mit der Theatergruppe Claque am Théâtre du Cube noir (Straßburg), Regie: Frédéric Schalck:
- 2009: in der Rolle des Cordenbois in La Cagnotte von Labiche
- 2010: in der Rolle des Vadius in Les femmes savantes von Molière
- 2012: in der Rolle des Bouzin in Un fil à la patte von Feydeau
- 2014: in der Rolle des Benevolio in Romeo und Julia von Shakespeare

Mit der grenzüberschreitenden Truppe BAAL novo:
- 2005: in der Rolle des Ariel in La Tempête – Der Sturm, bilinguales (deutsch-französisches) Spektakel nach Shakespeare, Regie: Alex Novak

Eigene Inszenierungen:
- 2012: Bruno Dreyfürst inszeniert mit seiner eigenen Theatercompanie Adrénaline Théâtre das Stück Le Moche/Der Häßliche von Marius von Mayenburg im Préo in Oberhausbergen/Frankreich. Die Erstinszenierung wurde als besonders sehenswert ausgezeichnet und regional gefördert.

## Kindertheater (Auswahl)
Zusammen mit seinen Kollegen Étienne Bayart und Lionel Riou ist Bruno Dreyfürst festes Mitglied des Ensembles Houppz Théâtre, das neben clownesquen musikalischen Darbietungen auch auf humorvolle Weise wichtige Themen besonders für Kinder inszeniert, so z. B.:
- 2018: Retour vers le fou rire – ein Spektakel über das Lächeln
- 2018: Mmmh – eine bilinguale (deutsch-französische) Reise durch den menschlichen Körper
- 2012: ZEF – ein begleitendes Schauspiel zu einem Projekt des Conseil Général du Bas-Rhin für Kinder ab 5 Jahren über ökologische Phänomene unseres Planeten

## Film
- 2019: in der Rolle des Lieutenant Dietsch in Disparition inquiétante[6]
- 2019: Bauleiter im Spielfilm Meurtre en Lorraine mit Stephane Bern
- seit 2020: Ensemblemitglied in der elsässischen Fernsehsendung Sùnndi's Kàter (wöchentliche Ausstrahlung auf dem französischen Sender France 3)[7]
- 2025: Produzent Georges de Beauregard in Richard Linklaters Film „Nouvelle Vague“, der auf dem Filmfestival in Cannes Premiere hatte.